# Hypostomini
Hypostomini – klad w randze plemienia sumokształtnych ryb z rodziny zbrojnikowatych (Loricariidae) w obrębie podrodziny Hypostominae. Większość gatunków żywi się martwą materią organiczną (detrytusożercy).

## Zasięg występowania
Zasięg występowania przedstawicieli tego kladu obejmuje większość strefy tropikalnej Ameryki Południowej.

## Klasyfikacja
Na podstawie analiz morfologicznych naukowcy uważali, że Hypostomini jest taksonem siostrzanym dla Ancistrini. Obydwie te grupy są bardzo liczne w gatunki i słabo zbadane. Wyniki badań molekularnych przeczą bliskiemu pokrewieństwu Hypostomini i Ancistrini, i sugerują, że Hypostomini obejmuje rodzaje:
- Hypostomus
- Pterygoplichthys

Typem nomenklatorycznym jest Hypostomus.
Z rodzaju Hypostomus wyłaniana jest czasem (klasyfikowana w randze rodzaju lub podrodzaju Cochliodon, lub określana mianem Hypostomus cochliodon group) grupa gatunków, które morfologicznie przystosowały się do konsumowania drewna. W wynikach badań molekularnych ta grupa plasuje się w obrębie rodzaju Hypostomus.